# Victor Palciauskas
Victor (Vytautas) Palčiauskas (* 3. Oktober 1941 in Kaunas) ist ein US-amerikanischer Schachspieler litauischer Herkunft. Er ist der 10. Fernschachweltmeister.
Palciauskas' Familie emigrierte nach Beendigung des Zweiten Weltkrieges aus Litauen zunächst nach Westdeutschland (Augsburg, 1945), dann in die Vereinigten Staaten (Chicago, 1949).
Der spätere Professor für Physik in Kalifornien (er promovierte 1969) erlernte das Schachspiel bereits als 5-Jähriger, doch begann seine Leidenschaft für das Spiel, nachdem er 13 Jahre alt geworden war. Für seinen fünften Platz bei der offenen US-Meisterschaft im Jahre 1963 erhielt er den nationalen Meistertitel. 
Seit 1970 spielt er Fernschach. Sein geteilter Sieg bei der zweiten Nordamerika-Meisterschaft im Fernschach qualifizierte ihn zur 10. Fernschachweltmeisterschaft, ausgetragen 1978 bis 1984. Palciauskas gewann das Turnier mit 11,5 von 15 vor Juan Sebastián Morgado aus Argentinien mit 10,5 Punkten und wurde somit Weltmeister. Im Finale der 12. WM belegte er 1992 nur Platz 12. Ein Jahr vor dem Titelgewinn, 1983, bekam er den Titel Fernschachgroßmeister verliehen.